# (19224) Orosei
(19224) Orosei est un astéroïde de la ceinture principale.

## Description
(19224) Orosei est un astéroïde de la ceinture principale. Il fut découvert le 15 septembre 1993 à Cima Ekar par Andrea Boattini. Il présente une orbite caractérisée par un demi-grand axe de 2,25 UA, une excentricité de 0,16 et une inclinaison de 6,5° par rapport à l'écliptique.

## Compléments